# سنجش نور (عکاسی)

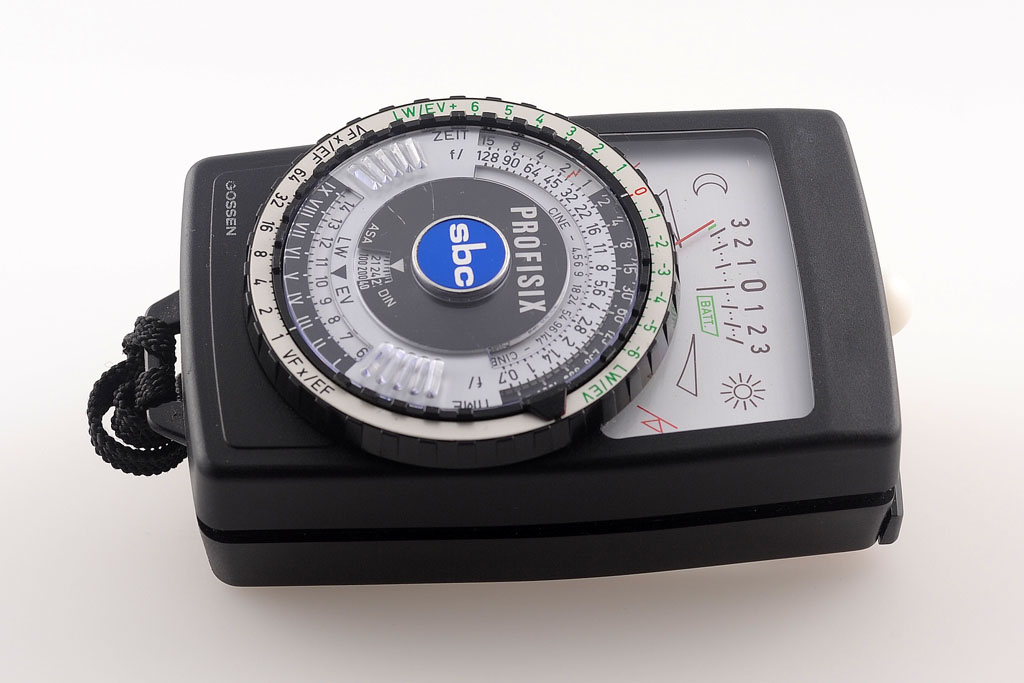
یک نورسنج دستی گوسن

نورسنج دیجیتالی دوربین

حالت سنجش نور (در عکاسی) برای دوربین مشخص می‌کند که از چه تنظیماتی برای انتخاب صحیح حجم نور مورد نیاز برای گرفتن عکس استفاده کند. زمان نوردهی، اندازه روزنه دیافراگم و حساسیت فیلم یا سنسور بر اساس حجم نور مورد نیاز محاسبه می‌شوند. روشها و فنون مختلفی در طول تاریخ عکاسی برای سنجش نور استفاده شده‌اند که متدوال‌ترین آنها در حال حاضر اندازه‌گیری تابشی (incident metering) و اندازه‌گیری بازتابشی (reflective metering) هستند.

## انواع سنجش نور بازتابش شده
اکثر دوربین‌هایی که دارای قابلیت سنجش نور هستند، از راه اندازه‌گیری نور بازتابش شده از موضوع عکس و استفاده از محاسبات برنامه‌ریزی شده، مقدار حجم نور مورد نیاز عکس را تشخیص می‌دهند. این روش‌های مختلف محاسبه می‌توانند بر اساس نوع موضوع عکس و نور موجود در محیط برای تشخیص میزان نور مورد نیاز مناسب یا غیرمناسب باشند. فهرست ذیل روش‌های متداول برای سنجش نور بازتابش شده را معرفی می‌کند:
1. روش نقطه‌ای
2. روش طرح‌دار
3. روش چندقسمتی
4. روش میانگین
5. روش میانگین با گرایش به سمت مرکز